# 弗爾利卡

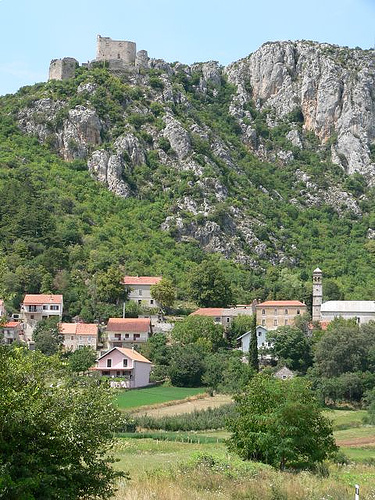

弗爾利卡是克羅地亞的城鎮，位於該國南部，距離錫尼40公里，由斯普利特-達爾馬提亞縣負責管轄，面積237.73平方公里，該地區自公元前3萬年有人類居住，2001年人口2,705。

## 外部連結
- Official site （页面存档备份，存于） （克羅埃西亞文）